# NGC 238

NGC 238

NGC 238 هي مجرة في كوكبة العنقاء اكتشفت في 2 أكتوبر 1834.

## روابط خارجية
- NGC 238 على موقع ويكي سكاي: DSS2, SDSS, GALEX, IRAS, Hydrogen α, X-Ray, Astrophoto, Sky Map, Articles and images